# أليكساندر بيرير
أليكساندر بيرير هو رسام سويسري، ولد في 17 مايو 1862 في جنيف في سويسرا، وتوفي بنفس المكان في 5 مايو 1936.